# La Ruche (Fontvieille)
La Ruche es un edificio industrial en el Principado de Mónaco. Fue construido por la Oficina de Obras Públicas de ese país europeo. 
La Ruche se inauguró en 2003, en presencia de varias figuras públicas e industriales, así como de representantes diplomáticos y consulares. 
El 31 de mayo de 2004, La Ruche y el vecino Estadio Luis II fueron dañados por una explosión aparentemente deliberada. No hubo lesiones y la responsabilidad sigue siendo poco clara. El daño, si bien es relativamente extenso con partes de la estructura de los edificios, no afecto considerablemente a las respectivas estructuras de los edificios. 
El 1 de junio, el Gobierno de Mónaco anunció que iba a asumir la responsabilidad de la reparación de los daños causados por la explosión, sin adelantarse a los resultados de las investigaciones de expertos, que siguieron. Este incidente constituye una rara excepción a la larga reputación de Mónaco en cuestiones de seguridad y ausencia de violencia.